# روت امیران
روت امیران (انگلیسی: Ruth Amiran؛ ۱۹۱۴ – ۱۴ دسامبر ۲۰۰۵) یک انسان شناس، و باستان‌شناس اهل اسرائیل بود.
وی همچنین برنده جوایزی همچون جایزه اسرائیل شده‌است.